# Bandeira das Filipinas
A bandeira nacional das Filipinas, é composta de três partes: um triângulo equilátero branco à esquerda com duas faixas horizontais, a azul simbolizando nobreza, e o vermelho simbolizando coragem. Os oito raios amarelos do sol filipino no centro do triângulo branco representam as oito províncias que primeiro se rebelaram contra o domínio espanhol, sugerindo assim o início de uma nova era. As três estrelas douradas nos cantos do triângulo indicam os três principais grupos de ilhas do país: Luzon, Visayas e Mindanao.

## Outras bandeiras

Bandeira em estado de Guerra
A primeira bandeira do Katipunan.
Bandeira da facção Magdiwang.
Bandeira da facção Magdalo.
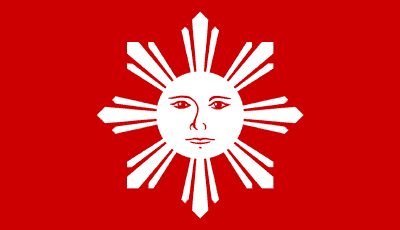
Bandeira adotada pelo Katipunan em 1987.

## Bandeiras históricas

Bandeira usada durante o período em que Filipinas formava parte do vice-reinado da Nova Espanha de 1535 a 1821.
Bandeira da Espanha usada durante o período da Capitania General de Filipinas(1821-1898).
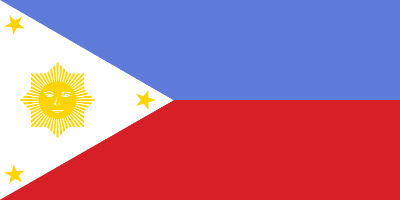
A bandeira de Filipinas segundo Emilio Aguinaldo. Foi usada de 1898 até 1901, e de 1943 até 1944 pela Segunda República das Filipinas.
Bandeira usada de 1901 a 1908 quando Filipinas estava administrada diretamente pelos Estados Unidos.
Bandeira usada entre 1908 e 1919 quando Oklahoma se converteu em um estado dos Estados Unidos.
Bandeira usada de 1919 até 1981 e de 1986 até 1998.
Bandeira usada de 1981 até 1986.
Bandeira usada de 1998 até hoje.